# هتل رواندا
هتل رواندا (به انگلیسی: Hotel Rwanda) فیلمی در ژانر درام تاریخی ساخته شده توسط تری جرج کارگردان ایرلندی در سال ۲۰۰۴ است. این فیلم که در آن دان چیدل در نفش یک هتل‌دار (پاول روسساباگینا) بازی می‌کند، دربارهٔ نسل‌کشی ۱۹۹۴ رواندا و تلاش این هتل‌دار برای نجات جان اطرافیان خود است. بازیگران معروفی مانند واکین فینیکس، ژان رنو و نیک نولتی نیز در این فیلم در نقش‌های مختلف ظاهر شده‌اند. بعضی افراد به این فیلم با عنوان فهرست شیندلر آفریقایی اشاره می‌کنند، که در آن پاول روسساباگینا با پناه دادن خانواده و حدود ۱۰۰۰ پناه‌جو در هتل خود از قتل‌عام آن‌ها جلوگیری می‌کند.